# Daktylowiec właściwy

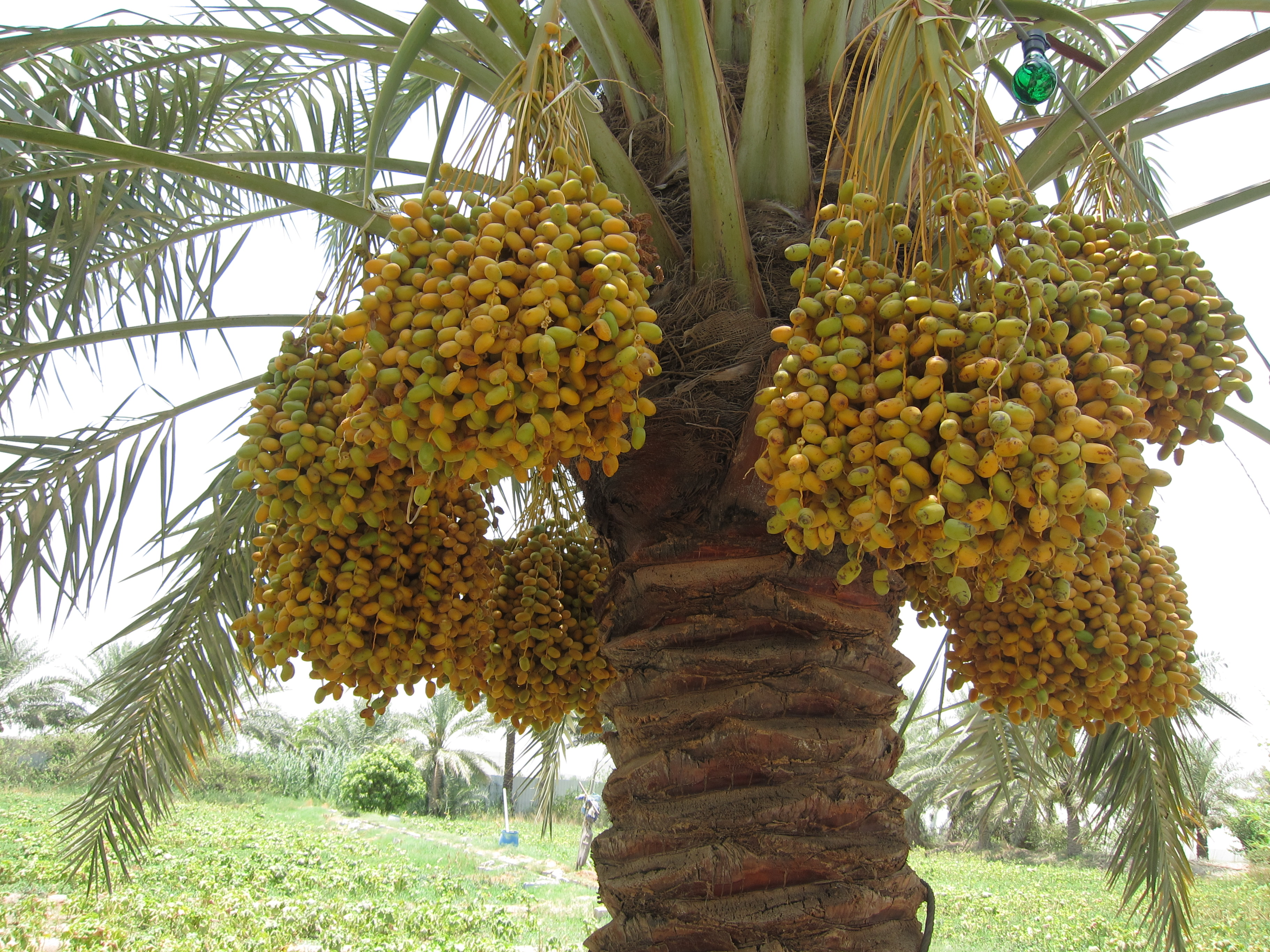
Owoce

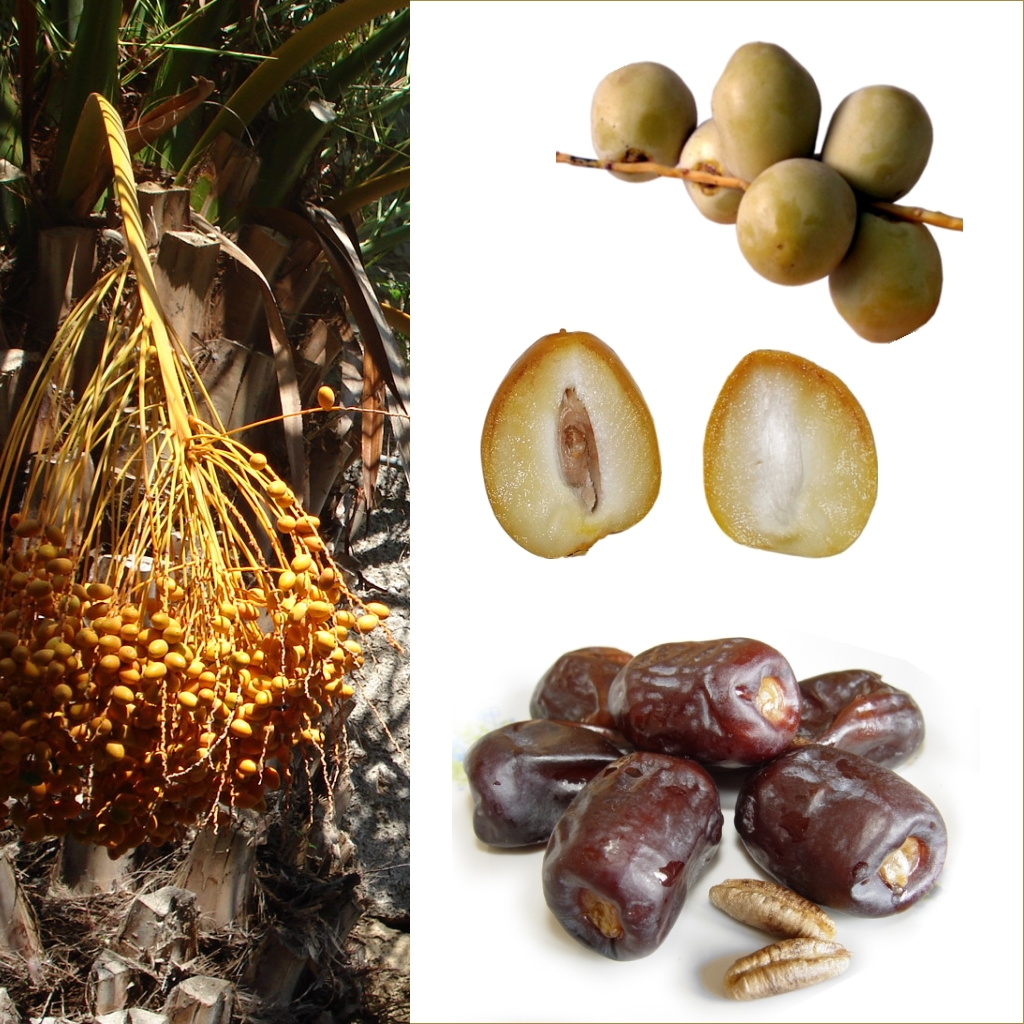
Owoce świeże i suszone

Daktylowiec właściwy (Phoenix dactylifera L.), palma daktylowa, daktylowe drzewo – gatunek rośliny z rodziny arekowatych (popularnie nazywanych palmami). W stanie dzikim nie występuje, jest natomiast uprawiany w wielu krajach świata.

## Morfologia
KłodzinaBrązowa, zwężająca się ku górze, zwieńczona zielonym pióropuszem liści. Osiąga wysokość 15–25 m. Czasami z jednego systemu korzeniowego wyrasta kilka kłodzin.
LiściePierzaste, sztywne, o długości do 3 m. Pojedynczy liść składa się z lancetowatych, ostro zakończonych listków, których liczba może dochodzić do 150. Liście na szczycie korony są wzniesione, niższe zwisające. Ogonek liściowy ma trójkątny przekrój poprzeczny z dwoma kątami bocznymi i jednym grzbietem, po jego obu stronach znajdują się liczne kolce.

KwiatyJest wiatropylną rośliną dwupienną. Drobne, niepozorne kwiaty zebrane są w miotlasty, rozgałęziony kwiatostan, które początkowo osłonięte są długą, sztywną pochwą. Kwiatostan męski ma około 2 tysięcy kwiatów, żeński mniej. Kwiaty męskie zbudowane są z 6 działek okwiatu i 6 pręcików, kwiaty żeńskie z 6 działek i 3 słupków, dojrzewa tylko jeden z nich, 2 pozostałe obumierają.
OwoceNazywane daktylami, jednonasienne jagody o zmiennym kształcie, zwykle podługowate, osiągające do 7 cm długości i do 3 cm średnicy, żółtoczerwone, brązowe do czarnych. Nasiono podłużne, brązowe nasiono.

## Składniki odżywcze
Daktyle są bardzo dobrym źródłem przeciwutleniaczy i wykazują właściwości przeciwmutagenne w badaniach in vitro. Owoc składa się w 70% z węglowodanów (głównie z cukrów), co sprawia, że jest to jeden z najbardziej pożywnych naturalnych produktów spożywczych dostępnych dla człowieka. Zawartość wody wynosi od 15 do 30% w zależności od odmiany i stadium dojrzałości owocu.

### Wartość energetyczna
Daktyle są bardzo pożywne, przyswajalne i są wysokoenergetyczne.
Palma daktylowa jest dobrym źródłem żywności o wysokiej wartości odżywczej. Owoc daktylowy jest bogaty w składniki odżywcze, a dzięki swoim wartościom dietetycznym zawsze był wysoko oceniany przez ludzi. Daktylowce dają ponad 3 000 kalorii na kilogram.

### Białka i tłuszcze
Obie substancje występują w małych ilościach. Tłuszcz jest głównie skoncentrowany w skórze i ma bardziej fizjologiczne znaczenie w ochronie owocu niż przyczynianie się do wartości odżywczej miąższu daktyli.

### Witaminy i minerały
Daktylowce na etapie dojrzewania, w którym są zwykle i najczęściej spożywane, zawierają:
- witaminy A, B1, B2 i niacynę w rozsądnych ilościach, ale brak znaczących ilości innych witamin, w szczególności witaminy C,
- dobre źródło potasu, wapnia i żelaza,
- małe ilości chloru, miedzi, magnezu, siarki i fosforu[7].

## Zastosowanie
Sztuka kulinarna
- Daktyle są głównym celem uprawy palmy daktylowej. Są słodkie, mają mięsisto-mazisty miąższ i są bardzo pożywne. Zawierają ponad 50% cukrów i witaminy. Wyróżnia się dwa ich rodzaje[8]:
  - miękkie – po wyciśnięciu uzyskuje się z nich sok zwany "miodem palmowym", z którego wytwarza się bardzo odżywczy „chleb daktylowy”[8],
  - twarde – o dużej zawartości skrobi; zjadane na surowo lub mielone na mąkę, z której po dodaniu mąki jęczmiennej wypieka się tzw. "chleb pustyni".
- Wino i wódka palmowa: z soku uzyskanego z naciętego kwiatostanu daktylowca otrzymuje się po fermentacji wino palmowe, a w procesie jego destylacji wódkę palmową[8].
- Daktylowiec jako źródło cukru dla człowieka – z zagęszczonego soku pozyskiwanego z palmy powstaje brunatny, ciągnący się cukier zwany jaggery[potrzebny przypis].

Roślina ozdobna
W krajach o ciepłym klimacie (strefy mrozoodporności 10-12) daktylowiec jest uprawiany w ogrodach, alejach, parkach. W Polsce jest uprawiany w doniczkach i różnych pojemnikach jako roślina pokojowa.
Inne zastosowania
- Kłody stanowią materiał budowlany, wykorzystywane są także jako opał[8].
- Z liści Żydzi budowali swoje szałasy w czasie 40-letniej tułaczki po pustyni. Obecnie nadal liści używa się do krycia dachów[12].
- Z liści wykonuje się maty, ich włókna stosuje się w plecionkarstwie[12].
- Mielone pestki stanowią paszę dla zwierząt hodowlanych[12].
- Z pestek wykonywano naszyjniki i bransolety[12].
- Z włókien osadki liści wykonywano pędzle[12].

## Historia uprawy
Jest jednym z najdawniej uprawianych drzew. Uprawiany był przez ludy starożytnego Bliskiego Wschodu: Sumerów, Kananejczyków, Chaldejczyków, Asyryjczyków. Zapylenie krzyżowe daktylowca jest narysowane na reliefie asyryjskim pochodzącym sprzed 3 tysięcy lat p.n.e. Znany i uprawiany był również przez Żydów. Między 1963 i 1991 rokiem w wyniku wykopalisk w Izraelu  (m.in. w twierdzy Masada) archeolodzy znaleźli nasiona daktylowców sprzed ok. 1900 do 2400 lat. „Najmłodsze” nazwane Metuzalemem (Methuselah) udało się skiełkować na początku XXI wieku. Z dalszych, w sumie 34 zasadzonych nasion, wykiełkowało 6. Według Pliniusza Starszego najsłodsze daktyle w I w. n.e. pochodziły z Judei.

## Uprawa
Daktylowce uprawiane w mieszkaniu rosną wolno, można je więc uprawiać przez wiele lat, zanim staną się zbyt duże na warunki mieszkaniowe. W mieszkaniu nie zakwitają i nie owocują. Daktylowca właściwego uprawia się z sadzonek wyprodukowanych przez ogrodników, lub z nasion. Kiełkują długo, nawet trzy miesiące.
Najlepiej rośnie na żyznej, gliniastej ziemi, w miejscu o rozproszonym świetle. Najlepsze są doniczki wysokie i wąskie. Nie lubi pomieszczeń ogrzewanych, jednak temperatura nie może spaść poniżej 10 °C. Zimą zazwyczaj zrzuca dolne liście. Latem należy go podlewać obficie 2-3 razy w tygodniu, zimą raz na dwa tygodnie. Co roku przesadza się go do większej doniczki. Liście z kurzu czyści się przez spryskiwanie lub odkurzanie miotełką z piór. Palma daktylowa jest jednym z największych producentów żywności na hektar, a produkcja na świecie znacznie przekracza 3 miliony ton.
Głównymi producentami daktyli w 2017 roku byli kolejno: Irak, Iran, Algieria, Arabia Saudyjska i Pakistan.

## Wymagania klimatyczne
Palma daktylowa uprawiana jest w regionach suchych i półsuchych, które charakteryzują się długim i gorącym latem, brakiem opadów (lub co najwyżej niskimi) i bardzo niskim poziomem wilgotności względnej podczas okresu dojrzewania. Wyjątkowe wysokie temperatury (nawet 56 °C) są dobrze znoszone przez palmę daktylową przez kilka dni w trakcie nawadniania. Punkt zerowy roślinności palmy daktylowej wynosi 7 °C, powyżej tego poziomu wzrost jest aktywny i osiąga optimum w około 32 °C.
Daktylowiec nie wykazuje uszkodzeń w wietrznych warunkach. Palma daktylowa może wytrzymać silny, gorący wiatr.

## Udział w kulturze
- W Biblii hebrajskie słowo oznaczające daktylowiec wymienione jest 26 razy, głównie jako roślina, ale także jako nazwa miejscowości i imię kobiety[16].
- Dla Żydów daktylowiec był nie tylko źródłem pokarmu, ale od czasów Machabeuszy również symbolem sprawiedliwości i zwycięstwa. Liście daktylowca noszono podczas procesji. Zwyczaj ten kontynuowany jest również w Nowym Testamencie, np. podczas triumfalnego wjazdu Jezusa do Jerozolimy czy triumfu narodu wybranego w Apokalipsie (7,9)[12].
- Podczas żydowskiego święta Sukkot z liści palmy daktylowej układane są bukiety zwane lulawem. Używane są podczas obrzędy dziękczynienia[12].
- Tora zabraniała Żydom wycinania palm daktylowych i innych drzew owocowych podczas wojny (Pwt 20,19-20). Nie zawsze jednak było to przestrzegane. Szczególnie perfidne było wycięcie w okolicy wszystkich drzew z kwiatostanami męskimi i pozostawienie drzew z kwiatostanami żeńskimi – pozbawione zapylacza nie mogły owocować[12].
- Palma daktylowa znajduje się w herbie Arabii Saudyjskiej i Kataru, zakonu paulinów, miasta Bet Sze’an, miał ją też na swojej pieczęci Thierry Alzacki.